# ولایت خودمختار نوجیانگ لیسو
ولایت خودمختار نوجیانگ لیسو (به انگلیسی: Nujiang Lisu Autonomous Prefecture) یک ولایت خودمختار در چین است که در یون‌نان واقع شده‌است. ولایت خودمختار نوجیانگ لیسو ۱۴٬۷۰۳ کیلومتر مربع مساحت و ۶۵۰٬۰۰۰ نفر جمعیت دارد.